# حاجي أباد (جلغة بهاباد)
حاجي أباد (بالفارسية: حاجی‌آباد) هي منطقة سكنية تقع في إيران في يزد. يقدر عدد سكانها بـ 19 نسمة .